# Campbell Slemp

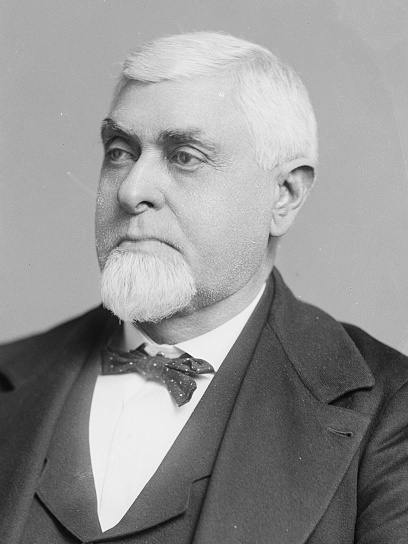
Campbell Slemp

Campbell Slemp (* 2. Dezember 1839 in Turkey Cove, Lee County, Virginia; † 13. Oktober 1907 in Big Stone Gap, Virginia) war ein US-amerikanischer Politiker. Zwischen 1903 und 1907 vertrat er den Bundesstaat Virginia im US-Repräsentantenhaus.

## Werdegang
Campbell Slemp besuchte zunächst eine Privatschule und absolvierte danach das Emory and Henry College in Emory. Später arbeitete er in der Landwirtschaft und in der Immobilienbranche. Während des Bürgerkrieges diente er in verschiedenen Einheiten im Heer der Konföderation, in dem er bis zum Oberst aufstieg. Nach dem Krieg schlug er als Mitglied der Republikanischen Partei eine politische Laufbahn ein. Zwischen 1879 und 1882 saß er im Abgeordnetenhaus von Virginia. Im Jahr 1889 bewarb er sich erfolglos um das Amt des Vizegouverneurs von Virginia.
Bei den Kongresswahlen des Jahres 1902 wurde Slemp im neunten Wahlbezirk von Virginia in das US-Repräsentantenhaus in Washington, D.C. gewählt, wo er am 4. März 1903 die Nachfolge von William Francis Rhea antrat. Nach zwei Wiederwahlen konnte er bis zu seinem Tod am 13. Oktober 1907 im Kongress verbleiben. Nach einer Sonderwahl wurde sein Sohn Bascom zu seinem Nachfolger gewählt.